# Nether Largie Standing Stones

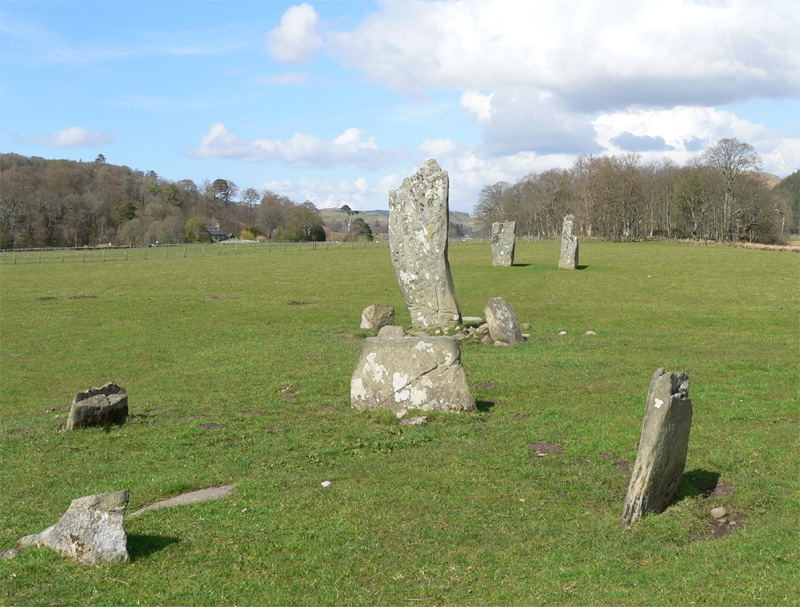
Vooraan de zuidelijke ring van vier kleine stenen, dan de grootste steen in de noordelijke ring van kleine stenen en het noordelijke paar grote stenen op de achtergrond.

De Nether Largie Standing Stones vormen een groep van staande stenen uit het neolithicum, gelegen 1,5 kilometer ten zuiden van Kilmartin in Kilmartin Glen in de Schotse regio Argyll and Bute.

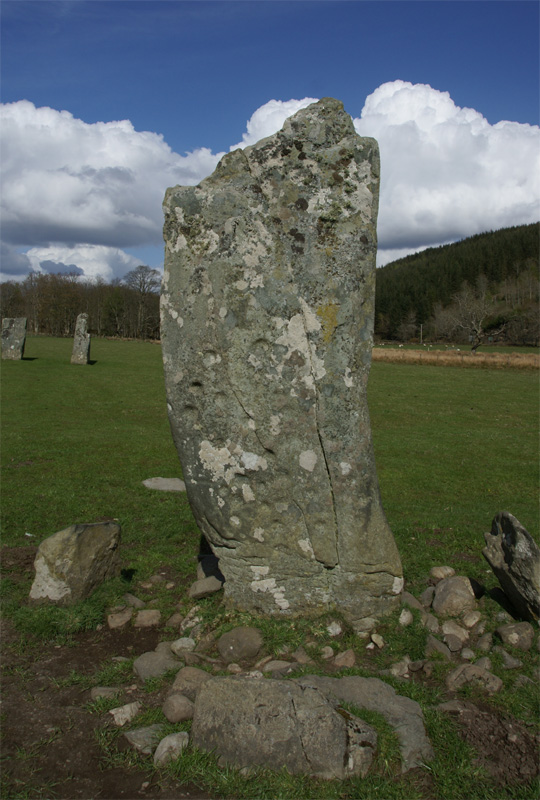
De grootste steen met de vele cup marks.

## Beschrijving
De Nether Largie Standing Stones bestaan uit vijf staande stenen, die zijn gerangschikt in een lijn van noordoost naar zuidwest  met twee paren met één vrijstaande steen ertussen. Deze vrijstaande steen heeft drie cup and ring marks en zo'n veertig cup marks. De afstand tussen de twee paren bedraagt ongeveer 65 meter. De vijf stenen variëren in hoogte van 2,7 meter tot 2,85 meter. 
Tussen de twee paren staan twee groepen van elk vier lage stenen in een vierkant. De alleenstaande grote steen met cup and ring mark staat in de noordelijke groep van lage stenen. 
Verder staan er twee andere standing stones (waarvan eentje nog slechts een stomp is) respectievelijk honderd meter naar het noordwesten en driehonderd meter naar het westen.
De positie van de stenen zou kunnen wijzen op een maanobservatorium.
De Nether Largie Standing Stones staan vlak bij de Nether Largie Cairns en Temple Wood Stone Circles.